# Nathaniel Buzolic
Nathaniel Buzolic, né le 4 août 1983 à Sydney, est un acteur et animateur de télévision australien.

## Biographie
Nathaniel Buzolic est d'origine croate. Sa grand-mère a émigré en Australie après l'assassinat de son grand-père en Yougoslavie.

### Carrière
En 2000, il danse durant les cérémonies d'ouverture et de fermeture des Jeux olympiques de Sydney.
Il apparaît ensuite dans plusieurs séries australiennes. En 2005, il présente une émission pour enfants sur Disney Channel. En 2007, il présente l'émission The Mint (en) sur Channel Nine.
Au début de la série Vampire Diaries, en 2009, il passe une audition et est vraiment proche d'obtenir le rôle de Stefan Salvatore, mais le rôle est finalement confié à Paul Wesley.
En 2011, il est confirmé pour le rôle de Kol Mikaelson dans Vampire Diaries, l'un des Vampires Originels. En 2013, il reprend ce même rôle pour le pilote du spin-off de Vampire Diaries, The Originals.
En février 2014, il est confirmé en tant que personnage principal dans le spin-off de la série Supernatural, dans le rôle de David Lassiter. Cependant, on apprend plus tard que le pilote du spin-off n'a pas marché et que la série est annulée. 
Il est aussi apparu dans deux épisodes de la saison 4 et la saison 6 de la série Pretty Little Liars, dans le rôle de Dean Stavros.   
En juin 2014, on apprend qu'il reprendra son rôle de Kol Mikaelson dans The Originals durant des flashbacks.
Il obtient en 2015 un des rôles principaux dans la série Significant Mother, où il interprète Jimmy Barnes.   
Début 2016, il fait son retour dans The Originals en tant que Kol Mikaelson.

## Filmographie

### Cinéma

#### Longs métrages
- 2007 : Road Rage : Younger Driver
- 2007 : My Greatest Day Ever : Coach
- 2008 : Offing David (en) : David
- 2009 : Multiple Choice : Tommy
- 2010 : Needle (en) : Ryan
- 2016 : Tu ne tueras point (Hacksaw Ridge) de Mel Gibson : Harold « Hal » Doss
- 2019 : Sauver Zoé (en) (Saving Zoë) de Jeffrey G. Hunt (en) : Jason
- 2020 : Deep Blue Sea 3 de John Pogue (en) : Richard Lowell

#### Courts métrages
- 2007 : Road Rage : le jeune conducteur
- 2007 : My Greatest Day Ever : le coach
- 2009 : Multiple Choice : Tommy
- 2018 : Making Peace : Dennis

### Télévision
- 2001 : Water Rats
- 2002 : Summer Bay (saison 15 - épisode 119) : Paul Chalmers
- 2003 : All Saints (en) (saison 6 - épisode 29) : Damon Lloyd
- 2008 : Undercover Coach (en) (épisode du 20 février 2008) : le commentateur sportif (voix)
- 2008 : Out of the Blue (en) : Paul O'Donnell (57 épisodes)
- 2010 : Cops L.A.C (en) (saison 1 - épisode 2) : Jahrryde
- 2011 : Crownies (en) (saison 1 - épisode 15) : Jesse Major
- 2012-2014 : Vampire Diaries (saisons 3 à 5, 10 épisodes) : Kol Mikaelson
- 2013-2018 : The Originals : Kol Mikaelson (saisons 1 à 5, 24 épisodes)
- 2014 : Supernatural (saison 9 - épisode 20) : David Lassiter
- 2014 : The Originals: The Awakening : Kol Mikaelson (rôle principal - 4 épisodes)
- 2014-2015 : Pretty Little Liars : Dean Stavros (saisons 4 et 6, 4 épisodes)
- 2015 : Bones (saison 10 - épisode 12) : Hunter Ellis
- 2015 : Significant Mother: Jimmy Loves Your Mamma (court-métrage): Jimmy Barnes
- 2015 : Significant Mother (saison 1) : Jimothy « Jimmy » Barnes (rôle principal - 9 épisodes)
- 2022 : Legacies : Kol Mikaelson (saison 4, épisode 15)